# Proșciuradî, Kobeleakî
Proșciuradî (în ucraineană Прощуради) este un sat în comuna Ozera din raionul Kobeleakî, regiunea Poltava, Ucraina.

## Demografie
Componența lingvistică a localității Proșciuradî
     Ucraineană (94,54%)
     Rusă (4,37%)
     Belarusă (1,09%)
Conform recensământului din 2001, majoritatea populației localității Proșciuradî era vorbitoare de ucraineană (94,54%), existând în minoritate și vorbitori de rusă (4,37%) și belarusă (1,09%).